# Oxiracetam
L'oxiracetam è un farmaco nootropo che si è dimostrato in grado di migliorare le capacità cognitive, aumentando il microcircolo e l'ossigenazione del sistema nervoso centrale.
Le prove condotte hanno dimostrato che Oxiracetam è un farmaco sicuro che presenta bassi livelli di tossicità ed pochi effetti avversi. In più si è dimostrato tollerabile anche ad alti dosaggi. Il reale meccanismo di funzionamento è ancora oggetto di studio.